# مقاطعة تفرش
مقاطعة تفرش (بالفارسية: شهرستان تفرش) هي إحدى مقاطعات محافظة مركزي في إيران. كان عدد سكان المقاطعة سنة 2014 حوالي 25,912 نسمة.